# Maxi Grabiel
Maxi Grabiel (La Plata, 12 de agosto de 1976) es un exjugador profesional y actual entrenador de pádel argentino.

## Carrera
Maxi comenzó a jugar al pádel en 1989 y llegó a ser número uno del ranking en su país. Durante su extensa carrera ha jugado con muchos grandes jugadores. Fue pareja de Gastón Malacalza, con quien llegó a ser la tercera pareja del ranking Padel Pro Tour.
Con quien también consiguió éxitos fue con Paquito Navarro, con quien formó pareja deportiva desde septiembre del 2014 hasta final de ese año. Con él ganó el Master de Valencia, donde vencieron en la final a Fernando Belasteguín y a Juan Martín Díaz. Después, formó pareja con Ramiro Moyano, con quien consiguió llegar a la final del Master Final 2015. En la final perdieron frente a Juan Martín Díaz y Maxi Sánchez. En 2016 ambos realizaron de nuevo una buena temporada.
A pesar de las buenas sensaciones, en 2017, Agustín Gómez Silingo se convirtió en su nueva pareja. En el primer torneo de 2017, sin embargo, jugó con Miguel Lamperti por lesión de Agustín. 
En julio de 2017 se conoció que Agustín no iba a volver a jugar hasta 2018. A partir del Gran Canaria Open de 2017, Ramiro Moyano se convirtió en su nueva pareja.
Su primera final para ellos llegó el 3 de septiembre de 2017 en el Helsingborg Challenger donde perdieron contra Matías Marina Artuso y Javier Concepción.
El 17 de septiembre de 2017 volvieron a jugar otra final, en el Marsella Challenger, en la que perdieron por 6-2 y 6-0 frente a Nacho Gadea y Germán Tamame.

## Padel Pro Tour-World Padel Tour (desde 2006)

### Títulos
| N.º | Año                     | Torneo       | Pareja                | Oponentes en la final                 | Resultado             |
| --- | ----------------------- | ------------ | --------------------- | ------------------------------------- | --------------------- |
| 1.  | 6 de julio de 2008      | Valladolid   | Agustín Gómez Silingo | Juan Martín Díaz Fernando Belasteguín | 3-6 6-4 6-4           |
| 2.  | 30 de mayo de 2010      | Madrid       | Agustín Gómez Silingo | Pablo Lima Juani Mieres               | 3-6 6-3 6-4           |
| 3.  | 19 de febrero de 2012   | Mendoza      | Miguel Lamperti       | Juan Martín Díaz Fernando Belasteguín | 7-6 / 2-6 / 6-3       |
| 4.  | 11 de noviembre de 2012 | Valencia     | Miguel Lamperti       | Adrián Allemandi Paquito Navarro      | 6-2 / 6-0             |
| 5.  | 9 de noviembre de 2014  | Valencia     | Paquito Navarro       | Juan Martín Díaz Fernando Belasteguín | 6-2 / 3-6 / 6-3 / 7-5 |
| 6.  | 22 de noviembre de 2014 | San Fernando | Paquito Navarro       | Sanyo Gutiérrez Maxi Sánchez          | 7-5 / 5-7 / 7-5       |

### Finales
| N.º | Año                      | Torneo             | Pareja          | Oponentes en la final                 | Resultado       |
| --- | ------------------------ | ------------------ | --------------- | ------------------------------------- | --------------- |
| 1.  | 27 de noviembre de 2011  | Valencia           | Fernando Poggi  | Pablo Lima Juani Mieres               | 7-5 2-6 0-6     |
| 2.  | 29 de julio de 2012      | Marbella           | Miguel Lamperti | Pablo Lima Juani Mieres               | 6-4 / 3-6 / 1-6 |
| 3.  | 30 de septiembre de 2012 | Madrid 2           | Miguel Lamperti | Juan Martín Díaz Fernando Belasteguín | 5-7 / 3-6       |
| 4.  | 27 de octubre de 2013    | Las Palmas         | Miguel Lamperti | Pablo Lima Juani Mieres               | 4-6 / 2-6 / 2-6 |
| 5.  | 10 de noviembre de 2013  | Valencia           | Miguel Lamperti | Sanyo Gutiérrez Maxi Sánchez          | 3-6 / 5-7 / 4-6 |
| 6.  | 20 de diciembre de 2015  | Madrid Masters WPT | Ramiro Moyano   | Juan Martín Díaz Maxi Sánchez         | 6-2 4-6 1-6     |